# Портрет родини Карла IV
«Портрет родини Карла IV» — картина іспанського художника Франсіско Гої, розпочата в 1800 і закінчена влітку 1801 року. Це груповий портрет іспанського короля Карла IV із сімейством у натуральну величину, вбраних у дорогі костюми з безліччю прикрас.
Картина має явні паралелі з «Менінами» Веласкеса в природному і правдоподібному зображенні королівських осіб. Однак, на відміну від теплої атмосфери палацового інтер'єру на картині Веласкеса, антураж «Портрета» умовний і слугує винятково сценою для безжальної демонстрації персонажів, виконаних із граничною достовірністю, тож від глядача не ховаються ні недоліки зовнішності, ні особливості їхнього темпераменту. Як і Веласкес у «Менінах», Гоя поміщає на портрет себе, немов на мить відірвавшись від роботи і звертаючись до глядача: «Помилуйтеся на них, і судіть їх самі».

## Персоналії

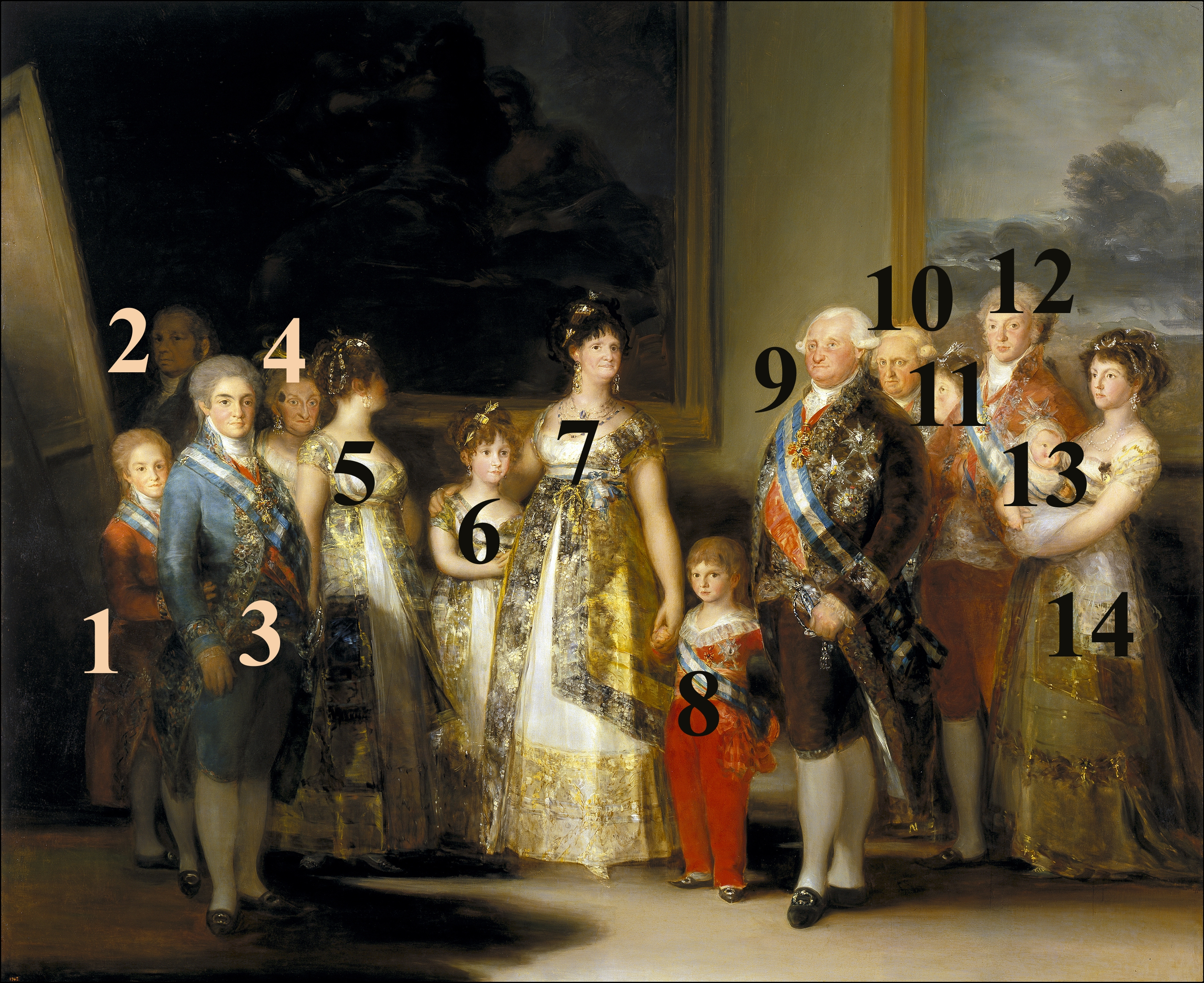

1. Дон Карлос Старший (1788—1855) — другий син короля.
2. Франціско Гоя.
3. Майбутній король Фердінанд VII (1784—1833) — перший син короля.
4. Марія Хосефа Кармела Іспанська (1744—1801) — сестра короля.
5. Майбутня дружина Фердінанда (на момент створення картини невідомо, хто мав стати).
6. Марія Ізабелла Іспанська (1789—1848) — дочка короля.
7. Марія Луїза Пармська (1751—1819) — дружина короля.
8. Франсіско де Паула де Бурбон (1794—1848) — молодший син короля.
9. Карл IV (1748—1819) — король.
10. Інфант Антоніно Паскуаль (1755—1817) — молодший брат короля.
11. Карлота Жоакіна (1775—1830), видно лише частину голови — старша дочка короля.
12. Людовік I, король етрурський (1773—1803) — зять короля.
13. Його син Карл Людовік (1799—1883), майбутній герцог Пармський.
14. Його дружина Марія-Луїза Іспанська (1782—1824) — дочка короля[6][7].